# Andrei Kolesnikov
Andrei Borisovici Kolesnikov (în rusă Андрей Борисович Колесников; n. 6 februarie 1977, Oktyabrskoye⁠(d), RSFS Rusă, URSS) este un general-maior rus presupus ucis în timpul invaziei ruse a Ucrainei din 2022.
Născut la Okteabrskoe, regiunea Voronej, la 6 februarie 1977, Kolesnikov a absolvit un colegiu de tancuri din Kazan (1999), Academia de Forțe Întrunite a Forțelor Armate ale Federației Ruse (2008) și Academia Militară a Statului Major General al Forțele armate ale Rusiei (2020). În 2010, Kolesnikov a fost promovat locotenent-colonel și a servit ca șef de stat major al Diviziei a 4-a de tancuri de gardă. A fost promovat la gradul de general-maior și numit, în decembrie 2021, comandantul Armatei a 29-a Combinată a Districtului Militar de Est din regiunea Transbaikal.
Kolesnikov a luat parte la invazia rusă a Ucrainei și a fost ucis, potrivit oficialilor ucraineni, la 11 martie 2022. Oficialii NATO au confirmat că un comandant rus din districtul militar de est al Rusiei a devenit al treilea general rus care a fost ucis în ostilități (după Andrei Suhovețki și Vitali Gherasimov), dar nu au precizat numele său. Surse ucrainene au declarat că aproximativ 20 de generali majori au fost dislocați pe frontul ucrainean, dintre care trei au fost uciși.